# 동굴 성운
동굴 성운(Cave Nebula)은 세페우스자리에 있는 H II 영역(발광 성운)이다.